# Konradów (województwo opolskie)
Konradów (niem. Dürr Kunzendorf) – wieś w Polsce, położona w województwie opolskim, w powiecie nyskim, w gminie Głuchołazy. Położona jest na pograniczu Gór Opawskich i Przedgórza Głuchołasko-Prudnickiego.
W latach 1954–1959 wieś należała i była siedzibą władz gromady Konradów, po jej zniesieniu w gromadzie Głuchołazy. W latach 1975–1998 wieś administracyjnie należała do ówczesnego województwa opolskiego.
W Konradowie znajdują się m.in.: dawne gospodarstwo PGR, obecnie prywatne PPHU „Starpol” Sp. z o.o., 2 sklepy, zajazd „Zagroda”, 2 gospodarstwa agroturystyczne: „Kamila” i „Pod Wierzbą” oraz rzymskokatolicki kościół filialny pw. Chrystusa Króla, wybudowany w 1937 roku.

## Nazwa
12 listopada 1946 r. nadano miejscowości polską nazwę Konradów.

## Integralne części wsi
| SIMC    | Nazwa             | Rodzaj     |
| ------- | ----------------- | ---------- |
| 0494717 | Kletnik           | część wsi  |
| 0494730 | Kolonia Kaszubska | przysiółek |
| 0494752 | Skowronków        | przysiółek |
| 0494723 | Starowice         | część wsi  |

## Historia
16 czerwca 1933 r. w miejscowości mieszkało 1170 osób, a 17 maja 1939 r. – 1260 osób.
Na podstawie dekretu PKWN z 31 sierpnia 1944 zostały utworzone miejsca odosobnienia, więzienia i ośrodki pracy przymusowej dla „hitlerowskich zbrodniarzy oraz zdrajców narodu polskiego”. Obóz pracy nr 117 Ministerstwo Bezpieczeństwa Publicznego utworzyło w Konradowie.
W latach 1947–1991 stacjonowała tu strażnica Wojsk Ochrony Pogranicza. 16 maja 1991 roku strażnica została przejęta przez Straż Graniczną i funkcjonowała do 1 stycznia 2003 roku, kiedy to została rozformowania.
W 1976 roku odkryto w miejscowości podziemne zasoby wód mineralnych.

## Transport
Transport autobusowy w Konradowie obsługiwany był przez PKS Prudnik. W 2004 prudnicki PKS został sprywatyzowany z udziałem Connex Polska. W 2008, w wyniku połączenia spółek PKS Connex Prudnik i PKS Connex Kędzierzyn-Koźle, utworzona została spółka Veolia Transport Opolszczyzna, w 2013 przejęta przez Arriva Bus Transport Polska. W 2019 Arriva wycofała się z Prudnika. Wówczas organizacją przewozów pasażerskich w Konradowie i okolicy zajęły się ościenne PKS-y. W grudniu 2021 powołano Powiatowo-Gminny Związek Transportu „Pogranicze”, mający na celu poprawę jakości transportu.

## Sport
We wsi funkcjonował klub piłkarski LZS Polkon Konradów. W 2005, z okazji 60. rocznicy istnienia Podokręgu Związku Piłki Nożnej w Prudniku, klub otrzymał pamiątkowy puchar.

## Turystyka
Oddział PTTK „Sudetów Wschodnich” w Prudniku ustanowił turystyczną Odznakę Krajoznawczą Ziemi Prudnickiej, którą zdobywa się poprzez zwiedzenie odpowiedniej liczby obiektów w miejscowościach położonych na ziemi prudnickiej i warunkowo w miejscowościach w Parku Krajobrazowym Góry Opawskie, w tym w Konradowie.
13 lipca 2010, w ramach organizowanego w Prudniku VI Europejskiego Tygodnia Turystyki Rowerowej, w którym wzięli udział rowerzyści z całej Europy, przez Konradów prowadziła trasa „Dzień Czeski”.

### Szlaki turystyczne
Przez Konradów prowadzi szlak rowerowy:
- Trasa rowerowa PTTK nr 60-c: Prudnik – Prudnik, Osiedle Tysiąclecia – Lipno – Prudnik-Las – Dębowiec – Pokrzywna – Jarnołtówek – Konradów – Głuchołazy – Kolonia Jagiellońska – Gierałcice – Biskupów – Burgrabice – Kijów – Gościce